# Business-thriller
Pour les articles homonymes, voir Business et Thriller.
 (février 2009).
Si vous disposez d'ouvrages ou d'articles de référence ou si vous connaissez des sites web de qualité traitant du thème abordé ici, merci de compléter l'article en donnant les références utiles à sa vérifiabilité et en les liant à la section « Notes et références ».
Le business-thriller est un genre de la littérature, du cinéma et de la bande dessinée. Il consiste à développer une intrigue contemporaine à suspense dans le milieu des affaires (en particulier la finance) ou, d'une manière plus large, dans une entreprise quelconque. Les approches sont variées : espionnage industriel, ambitions, pouvoirs, manipulations, rivalités, concurrences, course à l'argent, etc.
Ce genre a connu un grand succès dans les années 1980 (cf. néolibéralisme).

## Auteurs emblématiques
Pour la littérature, le représentant le plus accompli de ce genre est l'auteur américain Joseph Finder, surnommé le « P-DG du thriller d'entreprise ». Ce genre englobe le thriller financier (également appelé western économique), inventé par Paul-Loup Sulitzer.

## Œuvres typiques du genre

### Littérature

#### Romans
Par ordre alphabétique des noms des auteurs.
- Michel Crespy, Chasseurs de têtes, Denoël (2000) ; rééd. "Folio policier" no 250 (2002) ; Grand Prix de littérature policière.
- Joseph Finder, Company Man (Company Man, 2005), Albin Michel (2005).
- Joseph Finder, L'Instinct du tueur (Killer Instinct, 2006), Albin Michel (2007).
- Joseph Finder, Paranoïa (Paranoia, 2004), Albin Michel (2004) ; rééd. Le Livre de Poche Thriller no 37184 (2007).
- John Grisham, La Firme (The Firm, 1991), Robert Laffont, coll. "Best-sellers" (1992)
- Fred Kassak, Carambolages. L'Arabesque, coll. "Crime parfait ?" no 25 (1959)
- Douglas Kennedy, Les Désarrois de Ned Allen (The Job, 1998), Belfond (1999) ; rééd. Pocket no 10917 (2000).
- Katherine Neville, Un risque calculé (A Calculated Risk), 1992 .
- René-Victor Pilhes, L'Imprécateur, Éditions du Seuil (1974).
- Paul-Loup Sulitzer, Money, Denoël (1980)
- Paul-Loup Sulitzer, Cash !, Denoël, 1981 ; Prix du Livre de l’été 1981
- Paul-Loup Sulitzer, Fortune, Denoël, 1982)
- Paul-Loup Sulitzer, Cimballi : duel à Dallas (Édition no 1, 1984)
- Donald E. Westlake, Le Couperet (The Ax, 1997), Éd. Payot & Rivages, coll. "Rivages-thriller" (1998).
- Bruno Perera, Petits meurtres entre associés, Éditions Maxima
- Niederman, Un privé à Wall Street, Éditions Maxima
- Peter Waine & Mike Walker, Vengeance à la City, Éditions Maxima
- Henri Collignon, Retournements, Éditions Baudelaire (2010) http://www.henri-collignon.com

#### Nouvelles
- Fred Kassak, Le Secret des dieux, in Assassins et noirs desseins, Cheminements, coll. "Chemin noir", 2006, p. 57-112.
- Fred Kassak, Édith, in Assassins et noirs desseins, Cheminements, coll. "Chemin noir", 2006, p. 113-127.

### Cinéma
- 1963 : Carambolages, de Marcel Bluwal, avec Jean-Claude Brialy, Louis de Funès, Michel Serrault... d'après le roman de Fred Kassak
- 1993 : La Firme, de Sydney Pollack, avec Tom Cruise d'après le roman de John Grisham
- 2005 : Le Couperet de Costa-Gavras, avec José Garcia.

### Feuilleton TV
- Profit (série télévisée)

### Bande dessinée
- Largo Winch
- I.R.$
- Secrets bancaires
- Le Rédempteur
- Dantès